# Turrella, New South Wales
Turrella este o suburbie în Sydney, Australia.